# شيربا (مبعوث)

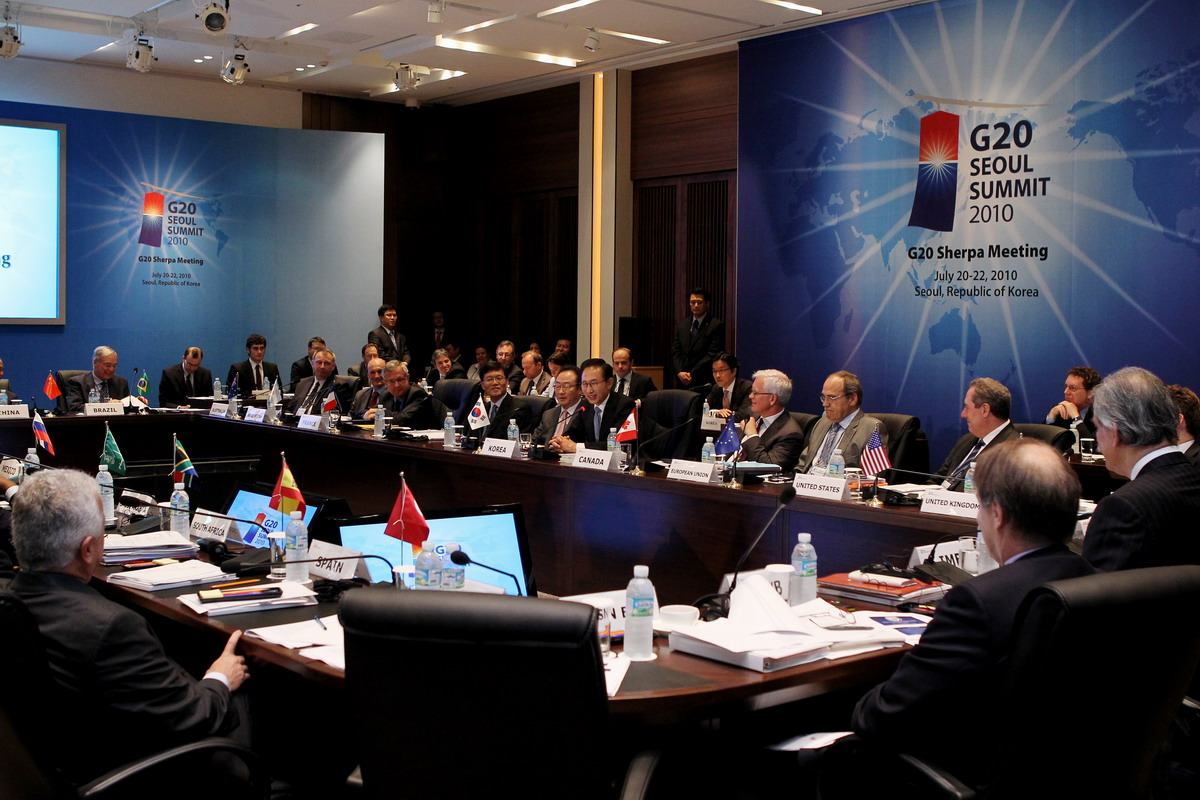
اجتماع الشيربا يعقد تحضيراً للقمة المالية لمجموعة العشرين

شيربا (بالإنجليزية: Sherpa)‏ هو مبعوث دبلوماسي يمثل حكومته في التحضير للمفاوضات والاتفاقيات الرئيسية قبل انعقاد القمم الدولية، ويظهر بالتحديد في قمة مجموعة العشرين وقمة الدول الصناعية السبع والمؤتمرات التي تنعقد بمشاركة رؤساء الدول، بهدف توفير الوقت والتمهيد للمفاوضات بين رؤساء الدول في القمة المنعقدة، وتقتصر مهامه على التفاوض والتحضير وليس له أي صلاحية في اتخاذ القرارات النهائية بشأن الاتفاقيات. تم استعمال مصطلح «شيربا» رسميا في العام 2005 عندما تم إطلاق مصطلح «شيربا المجموعة الفرعية» رسميا على الفريق الرفيع المستوى المعني بالقدرة التنافسية لصناعة المواد الكيميائية في الاتحاد الأوروبي.

## التسمية
شيربا هي جماعة نيبالية مهمتها حماية جبال الهمالايا وقيادة المتسلقين للوصول إلى قمم الجبل، ومن هنا استخدم المصطلح إشارة إلى الدور الذي يقوم به مبعوث الحكومات «شيربا» في تهيئة القمة النهائية والتحضير لها.

## المهام
غالبا لدى كل دولة مشاركة في قمة دولية فريق شيربا متخصص في الشؤون الخارجية والمالية، ويبدأ دور الفريق عندما يقوم قائد الدولة المستضيفة للقمة بدعوة ممثلين عن الدول الأعضاء في القمة، للمشاركة في وضع جدول أعمال القمة والاقتراحات والقضايا الواجب طرحها، إلى جانب حضور الاجتماعات والجلسات مع نظيره في الدول الأعضاء المشاركة، والتحضير للمفاوضات وإعداد بيانات القمة، وقبل انعقاد القمة يقوم شيربا برفع التقارير لرئيس الدولة التي توضح الوضع القائم للمفاوضات والاتفاقيات والمواضيع المطروحة.

## أمثلة
- يتقلد بول جان أورتيز في فرنسا منصب «شيربا» في اجتماعات مجموعة دول الثمانية سابقًا وكذلك جوردو مونتاني وجان دافيد ليفيت، أما في المفوضية الأوروبية تعمل باسكال لامي «شيربا» بالنيابة عن جاك ديلورز.
- في ألمانيا يطلق مصطلح «كبير المفاوضين» على المناصب رفيعة المستوى، وشغل بيرند بفافنباخ هذا المنصب منذ العام 2004  بالإضافة إلى عمله وزير الدولة في وزارة الاقتصاد (منذ العام 2005). وكان قد شغل المنصب قبله «هورست كولر» (رئيس ألمانيا الأسبق) وهانز تيتماير الذي أصبح لاحقا رئيس البنك الاتحادي الألماني. ويشغل منصب شيربا في مجموعة الثماني منذ شهر ديسمبر 2009 ينس ويدمان الذي شغل سابقا منصب شيربا قمة مجموعة العشرين.[6]
- في الهند يشغل شاكتيكانتا داس منصب شيربا مجموعة العشرين.[7]
- في إيطاليا يشغل جيامبييرو ماسولو منصب شيربا مجموعة الثماني منذ 1 إبريل 2008.
- في الممملكة العربية السعودية يترأس وزير الدولة فهد المبارك اجتماعات شيربا دول مجموعة العشرين التي تستضيفها المملكة في العام 2020 في العاصمة الرياض.[8]